# Rajdowe Samochodowe Mistrzostwa Polski 1958
Ten artykuł dotyczy sezonu 1958 Rajdowych Samochodowych Mistrzostw Polski. W tym roku w RSMP we wszystkich klasach startować mogły samochody turystyczne produkowane w ilości co najmniej 1000 sztuk w ciągu roku. Wyjątek zrobiono tylko dla Syreny, której w roku 1957 wyprodukowano tylko ok. 100 sztuk. W tym roku samochody startujące w RSMP podzielone były na sześć klas:
- Klasa VIII – do 2600cm³.
- Klasa VII – do 2000cm³.
- Klasa VI – do 1600cm³.
- Klasa V – do 1300cm³.
- Klasa IV – do 1000cm³.
- Klasa III – do 750cm³

## Kalendarz[1]
| Runda | Data         | Nazwa rajdu                                     | Raport |
| 1     | 8-9 lutego   | 4. Ogólnopolski Raid Zimowy                     | Wyniki |
| 2     | 24-25 maja   | 3. Raid Łódzki                                  | Wyniki |
| 3     | 5-6 sierpnia | 2. Raid Dolnośląski                             | Wyniki |
| 4     | 5-7 września | 8. Ogólnopolski Górski Raid Samochodowy w Wiśle | Wyniki |

## Klasyfikacja generalna kierowców[2]
Punkty do RSMP przyznawano za 6 pierwszych miejsc według systemu: 8-6-4-3-2-1. Wyniki pierwszych dwóch kierowców w swojej klasie:
| Miejsce    | Kierowca             | Samochód         | Pkt |
| Klasa VIII |                      |                  |     |
| 1          | Ksawery Frank        | Opel Kapitan     | 22  |
| 2          | Mieczysław Sochacki  | Warszawa M 20    | 20  |
| Klasa VII  |                      |                  |     |
| 1          | Edward Kuszewski     | Citroen BL 11    | 24  |
| 2          | Michał Bieder        | Citroen BL 11    | 16  |
| Klasa V    |                      |                  |     |
| 1          | Aleksander Sobański  | Simca Aronde     | 20  |
| 2          | Antoni Weiner        | Simca Aronde     | 16  |
| Klasa IV   |                      |                  |     |
| 1          | Kazimierz Tarczyński | Renault Dauphine | 30  |
| 2          | Stanisław Rusiniak   | Renault Dauphine | 22  |
| Klasa III  |                      |                  |     |
| 1          | Jerzy Zaczeniuk      | Renault 4CV      | 22  |
| 2          | Marek Varisella      | Syrena           | 18  |